# 圆疣齿突蟾
圆疣齿突蟾（学名：Scutiger tuberculatus）为锄足蟾科齿突蟾属的两栖动物，是中国的特有物种。分布于四川等地，主要生活于山溪水源处或岸边石下以及腐叶中。其生存的海拔范围为2650至3750米。该物种的模式产地在四川越西普雄。

## 保护
本种于2023年被收录入《有重要生态、科学、社会价值的陆生野生动物名录》。